# Selinum neglectum
Selinum neglectum är en flockblommig växtart som beskrevs av Adolph Franz Láng och Heinrich Gottlieb Ludwig Reichenbach. Selinum neglectum ingår i släktet krusfrön, och familjen flockblommiga växter. Inga underarter finns listade i Catalogue of Life.